# Parafia św. Franciszka Ksawerego w Goodna
Parafia św. Franciszka Ksawerego w Goodna – parafia rzymskokatolicka, należąca do archidiecezji Brisbane.
Przy parafii funkcjonuje katolicka szkoła podstawowa św. Franciszka Ksawerego.